# Leiodytes guttulatus
Leiodytes guttulatus är en skalbaggsart som först beskrevs av Régimbart 1891.  Leiodytes guttulatus ingår i släktet Leiodytes och familjen dykare. Inga underarter finns listade i Catalogue of Life.